# Scoops
Pour les articles homonymes, voir Scoop (homonymie).
Scoops était un magazine hebdomadaire britannique de science-fiction publié par Pearson dans un format tabloïd en 1934, sous la direction de Haydn Dimmock (en).

## Historique et contenu
Le rédacteur en chef responsable du nouveau magazine était Haydn Dimmock, le rédacteur en chef de The Scout, et plus tard le créateur de Bob-a-Job Week. Dimmock (qui n'a probablement pas choisi lui-même la fiction) a supposé que le lectorat de Scoops serait jeune et qu'aucun adulte ne serait intéressé à le lire. Dans son éditorial du premier numéro, il déclarait que Scoops publierait des histoires qui « regardent vers l'avenir avec la vision de Jules Verne et H.G. Wells, dont les romans d'émerveillement et de science, déclarés impossibles au moment de la publication, sont désormais des faits. Scoops .... transportera ses lecteurs des événements quotidiens dans le futur, avec toutes ses exceptions de développement et de découverte. ... Scoops s'efforcera d'anticiper les merveilles de l'époque dans laquelle nous vivons. ».